# I Know What You Want
I Know What You Want ist ein R&B-Song des Rappers Busta Rhymes, in Zusammenarbeit mit der Sängerin Mariah Carey und der Rapgruppe Flipmode Squad aus dem Jahre 2003. Es erschien auf seinem sechsten Studioalbum It Ain’t Safe No More.

## Song und Musikvideo
Der Song spielt mit sexuellen Begehrlichkeiten eines Paares, das seit langem zusammen ist; „Ich weiß, was du willst, du weißt, ich habe es“. Als Rapper tritt die Flipmode-Squad an: Spliff Star, Baby Sham, Rah Digga und Rampage.
Im Video unter der Regie von Chris Robinson sieht man Busta Rhymes mit seinen Jungs und Mariah Carey in einer noblen Villa. Eine kurze Zeichentrick-Sequenz spielt auf den Comic Sin City von Frank Miller an.

## Erfolg
Das Lied wurde im Frühling 2003 veröffentlicht und wurde weltweit ein Hit. Es erreichte Platz 3 in den USA, Australien und dem Vereinigten Königreich, des Weiteren die Top Ten in vielen Ländern weltweit. Für Carey war es nach erfolgloseren Singles wieder ein Höhepunkt und wurde eine ihrer erfolgreichsten Singles. Das Lied ist auch auf Careys Remix-Album The Remixes von 2003 enthalten.

## Kommerzieller Erfolg

### Chartplatzierungen
| ChartsChartplatzierungen       | Höchstplatzierung | Wochen |
| ------------------------------ | ----------------- | ------ |
| Deutschland (GfK)              | 9 (12 Wo.)        | 12     |
| Österreich (Ö3)                | 40 (15 Wo.)       | 15     |
| Schweiz (IFPI)                 | 5 (23 Wo.)        | 23     |
| Vereinigte Staaten (Billboard) | 3 (24 Wo.)        | 24     |
| Vereinigtes Königreich (OCC)   | 3 (18 Wo.)        | 18     |

| ChartsJahrescharts (2003)      | Platzierung |
| ------------------------------ | ----------- |
| Deutschland (GfK)              | 89          |
| Schweiz (IFPI)                 | 25          |
| Vereinigte Staaten (Billboard) | 17          |

### Auszeichnungen für Musikverkäufe
| Land/Region                  | Auszeichnungen für Musikverkäufe (Land/Region, Auszeichnung, Verkäufe) | Verkäufe  |
| ---------------------------- | ---------------------------------------------------------------------- | --------- |
| Australien (ARIA)            | Platin                                                                 | 70.000    |
| Italien (FIMI)               | Gold                                                                   | 50.000    |
| Neuseeland (RMNZ)            | 2× Platin                                                              | 60.000    |
| Vereinigte Staaten (RIAA)    | Platin                                                                 | 1.000.000 |
| Vereinigtes Königreich (BPI) | Gold                                                                   | 400.000   |
| Insgesamt                    | 2× Gold · 3× Platin ·                                                  | 1.580.000 |

Hauptartikel: Mariah Carey/Auszeichnungen für Musikverkäufe